# Vladimir Isakov
Vladimir Vjatjeslavovitj Isakov (ryska: Владимир Вячеславович Исаков), född 28 februari 1970 i Pusjkino, är en rysk sportskytt.
Han tävlade i olympiska spelen 1996, 2004, 2008, 2012 samt 2016 och blev olympisk bronsmedaljör i luftpistol vid sommarspelen 2004 i Aten.